# Hugo Fleck von Falkhausen
Hugo Wilhelm Fleck von Falkhausen (27. září 1833 Drážďany – 13. dubna 1909 Štýrský Hradec) byl rakousko-uherský generál. V c. k. armádě sloužil od mládí, jako absolvent Válečné školy se stal důstojníkem generálního štábu a řadu let strávil v Čechách (Praha, Plzeň, České Budějovice). Svou kariéru zakončil jako pevnostní velitel v Krakově (1897–1900), v roce 1900 byl penzionován v hodnosti polního zbrojmistra.

## Životopis
Pocházel ze Saska, byl synem Heinricha Augusta Flecka. Od mládí sloužil v rakouské armádě, jako kadet vstoupil v roce 1854 k 16. pěšímu pluku v Trevisu. Zúčastnil se války se Sardinií (1859) a u 16. pluku postupoval v hodnostech jako poručík a nadporučík, mezitím si doplnil vzdělání na Válečné škole (K.u.k. Kriegsschule) ve Vídni a byl zařazen do sboru důstojníků generálního štábu. Působil přímo na generálním štábu a po povýšení na kapitána (1866) byl přidělen k velitelství v Zadaru, a v roce 1870 byl přeložen ke kartografickému odboru v Bregenzu. V roce 1871 byl přidělen k zemskému velitelství v Praze, souběžně byl důstojníkem štábu 36. pěšího pluku v Mladé Boleslavi. V roce 1876 byl v hodnosti majora jmenován šéfem štábu 19. pěší divize v Plzni, jako podplukovník (1879) byl následně přeložen k zemskému velitelství do Lvova. V roce 1883 byl povýšen na plukovníka a vrátil se na generální štáb, kde byl přidělen k technickému a administrativnímu odboru, v roce 1885 za příkladnou službu obdržel Vojenský záslužný kříž. V letech 1886–1889 byl velitelem 35. pěšího pluku v Plzni.
K datu 1. listopadu 1889 byl povýšen do hodnosti generálmajora a stal se velitelem 38. pěší brigády v Českých Budějovicích. V roce 1894 obdržel hodnost polního podmaršála a v rámci 11. armádního sboru byl velitelem divize c. k. zeměbrany ve Lvově. Nakonec byl v letech 1897–1900 velitelem pevnosti v Krakově. V roce 1898 obdržel rytířský kříž Leopoldova řádu. K datu 1. listopadu 1900 byl penzionován v hodnosti titulárního polního zbrojmistra, zároveň byl jmenován c. k. tajným radou s nárokem na oslovení Excelence. Mimo aktivní službu získal ještě v roce 1908 hodnost generála pěchoty.
Zemřel 13. dubna 1909 ve Štýrském Hradci, kde byl pochován na evangelickém hřbitově.
Jeho manželkou byla Hermína Janovská (1845–1918), dcera pražského podnikatele Josefa Janovského. Z manželství se narodilo pět dětí. Nejstarší syn Richard (1870–1959) sloužil v armádě a na konci první světové války dosáhl hodnosti generálmajora, další syn Hugo (1888–1965) byl za první světové války důstojníkem c. k. námořnictva. Dcera Margareta (1871–1912) se provdala za dvorního radu na českém místodržitelství Oskara Zaborského.